# Абдрашбаш
Абдрашбаш (баш. Әбдрәшбаш) — деревня в Бураевском районе Республики Башкортостан Российской Федерации. Входит в состав Азяковского сельсовета.

## География

### Географическое положение
Расстояние до:
- районного центра (Бураево): 15 км,
- центра сельсовета (Азяково): 12 км,
- ближайшей ж/д станции (Янаул): 83 км.

## Население
| 2002 | 2009 | 2010 |
| ---- | ---- | ---- |
| 188  | ↘102 | ↘88  |

Согласно переписи 2002 года, преобладающая национальность — башкиры (97 %)